# Alexandra Bracken
Alexandra Bracken (Phoenix, 27 februari 1987) is een Amerikaans auteur van sciencefiction- en fantasyboeken voor jeugd en adolescenten. 

## Biografie
Alexandra Bracken groeide op in Scottsdale (Arizona) en studeerde in 2005 af aan de Chaparral High School in Scottsdale en ging vervoigens naar het College of William & Mary in Williamsburg (Virginia) waar ze in mei 2009 een graduaat in geschiedenis en Engels behaalde. Later verhuisde Bracken naar New York waar ze ging werken in een uitgeverij van jeugdboeken, eerst als assistent-redacteur en later bij de marketing. Na zes jaar besloot ze zich volledig te wijden aan haar carrière als schrijver en verhuisde ze terug naar Arizona.

### Carrière
Op negentienjarige leeftijd begon ze als student met het schrijven van haar eerste roman Brightly Woven die op 23 maart 2010 uitgegeven werd door Egmont USA. Het boek kreeg goede kritieken en behaalde een derde plaats op de GoodReads Choice Awards for Best Debut Author 2010.
In 2012 werd het eerste deel van The Darkest Minds-trilogie gepubliceerd door  Disney Hyperion. In oktober 2013 werd deel twee en in oktober 2014 deel drie gepubliceerd. Na de oorspronkelijke trilogie volgden nog twee delen in 2015 en 2018 die zich in dezelfde wereld afspelen.
In november 2014 werd bekendgemaakt dat Bracken de novelisatie van Star Wars: Episode IV: A New Hope zou verzorgen, ter vervanging van R.J. Palacio die al begonnen was maar wegens een te drukke agenda moest afzeggen.
In januari 2016 werd Passenger gepubliceerd een eerste deel van een nieuwe reeks, gevolgd door Wayfarer in januari 2017. In september 2017 kwam The Dreadful Tale of Prosper Redding op de markt, het eerste fantasyboek van een nieuwe serie voor de jeugd.

## Verfilming
In 2014 verwierf 20th Century Fox de filmrechten van het eerste boek van The Darkest Minds-trilogie  en in augustus 2018 kwam de filmadaptatie, The Darkest Minds in de bioscopen.